# Графічний інтерфейс користувача

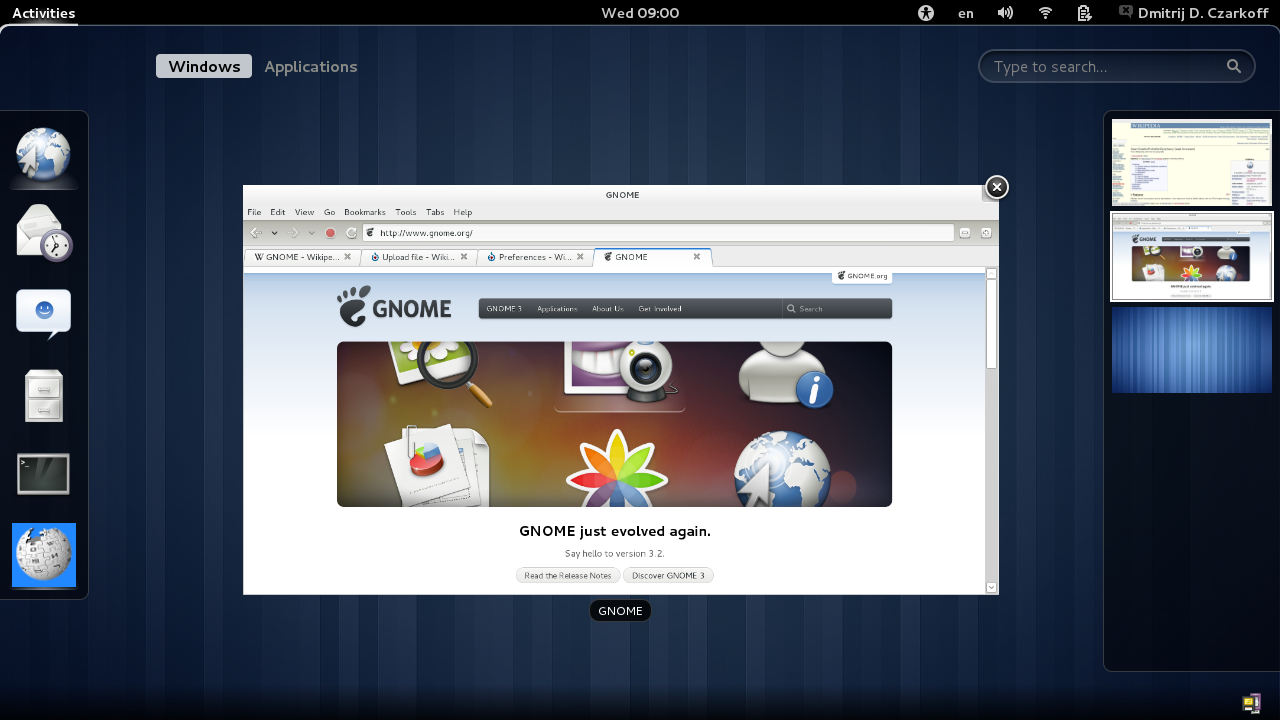
Копія екрану GNOME Shell GUI.

Графі́чний інтерфе́йс кори́стувача́ (ГІК, англ. GUI, graphical user interface) — тип інтерфейсу, який дає змогу користувачам взаємодіяти з електронними пристроями через графічні зображення та візуальні вказівки. Головним механізмом взаємодії користувача з комп'ютером в графічному інтерфейсі є вказівний пристрій - імітація людської руки (комп'ютерна миша, сенсорний екран, тачпад тощо).
ГІК як тип інтерфейсу є противагою до текстових інтерфейсів (TUI), де єдиним пристроєм вводу є клавіатура, заснованих на використанні тексту, текстовому наборі команд та текстовій навігації, наприклад, CLI, bash.
Виконання дій у ГІК — це безпосередня маніпуляція з графічними елементами, як-от клік або drag-and-drop. Окрім комп'ютерів, GUI використовують в:
- стаціонарних пристроях: телевізори, фотокопірувальні апарати, стаціонарні телефони.[4]
- мобільних пристроях: мобільні телефони, планшети, електронні книги, портативні медіапрогравачі тощо.

Термін ГІК зазвичай не вживають стосовно інтерфейсів з низькою роздільною здатністю. Наприклад, у відеоіграх використовують інтерфейс HUD.
Вперше концепцію ГІК запропонували вчені з дослідницької лабораторії Xerox PARC у 1970-х, але отримала комерційне втілення лише в продуктах корпорацій Apple Computer, IBM, Microsoft. В операційній системі AMIGAOS ГІК з багатозадачністю був використаний у 1985 році. Нині цей інтерфейс — стандартна складова частина більшості доступних на ринку операційних систем і застосунків.
Приклади операційних систем, що використовують ГІК: Mac OS, Ubuntu, Microsoft Windows, NEXTSTEP, OS/2.

## Історія
Графічний інтерфейс користувача винайшли завдяки дослідженням, які Дуглас Енгельбарт та Вільям Кей провели у 1960-ті роки базуючись в Дослідницькому центрі розвитку людського інтелекту в 1960-х роках. Результати робіт та загальна концепція GUI були викладені в рефераті, опублікованому в матеріалах осінньої об’єднаної комп’ютерної конференції AFIPS 1968-го року.
Згодом концепцію GUI перейняли дослідники з лабораторії Xerox PARC у 1970-х. 1973 року в лабораторії Xerox PARC зібрали молодих учених і дали їм свободу досліджень. У підсумку, крім усього іншого, на світ з'явилася концепція графічного інтерфейсу WIMP (Windows, Icons, Menus, Point-n-Click) і в рамках цієї концепції було створено комп'ютер Alto. Його не виробляли як комерційний продукт, але він широко застосовувався на фірмі Xerox як корпоративний інструмент.
1979 року Three Rivers Computer Corporation побудувала робочу станцію PERQ, схожу за принципами роботи на Alto. 1981 року Xerox розробила наступника Alto — Star.
Комерційне втілення концепція GUI отримала 1984 року в продуктах корпорації Apple Computer. В операційній системі AmigaOS GUI з багатозадачністю був застосований 1985 року.
Зараз GUI є стандартом для більшості доступних на ринку операційних систем і додатків. Приклади систем, що використовують GUI: Mac OS, GEM, Atari TOS, Microsoft Windows, Solaris, GNU/Linux, NeXTSTEP, OS/2, BeOS, Android, iOS, Bada, MeeGo.
Хоча в переважній більшості систем GUI є надбудовою для операційної системи, існують і незалежні його реалізації. Відомий варіант графічної програми BIOS Setup, коли, ще до завантаження ОС, управління налаштуваннями IBM PC-сумісної ЕОМ здійснюється мишею, аналогічно повноцінному GUI. Втім, такий варіант BIOS не пройшов перевірку часом. Також є GUI для Мікроконтролерів, які не потребують ОС.

## Класифікація
Можна виокремити такі види GUI[джерело?]:
- простий: типові екранні форми та стандартні елементи інтерфейсу, що забезпечуються самою підсистемою GUI;
- істинно-графічний, двовимірний: нестандартні елементи інтерфейсу та оригінальні метафори, що реалізовані власними засобами програми або сторонньою бібліотекою;
- тривимірний.

## DWIM
Однією з вимог до хорошого графічного інтерфейсу програмної системи є концепція «роби те, що я маю на увазі» або DWIM (англ. Do What I Mean). DWIM вимагає, щоб система працювала передбачувано, щоб користувач заздалегідь інтуїтивно розумів, яку дію виконає програма після отримання його команди.

## Переваги
- Графічний інтерфейс є «дружнім» для користувачів, котрі розпочали знайомство з комп'ютером з графічного інтерфейсу.
- В програмах обробки графіки він найчастіше є єдино можливим.

## Недоліки
- Більше споживання пам'яті в порівнянні з текстовим інтерфейсом;
- Складніше організувати дистанційну роботу;
- Складність автоматизації дій та сценаріїв користувача, якщо розробником ПЗ, даний функціонал не передбачався. Приблизно до 2010-х автоматизація дій в ГІК – була майже неможлива.
- Серед ІТ-фахівців "старої школи" існує забобон, що – графічний інтерфейс не є «дружнім» для користувачів, які розпочали знайомство з комп'ютером з інтерфейсу командного рядка.